# Product Change Notification
Eine Product Change Notification (PCN; deutsch „Produktänderungsmitteilung“) ist eine Information seitens eines Herstellers über technische Änderungen eines Produktes an seine Kunden. Diese werden hierdurch über anstehende oder bereits erfolgte Änderungen informiert. Ob und inwieweit Kunden informiert werden müssen, ist in der Regel vertraglich fixiert.
Beispiele für solche Änderungen können sein:
- Verlagerung der Produktion zwischen verschiedenen Werken (z. B. von Halbleitern)
- Umstellung von Produktionsprozessen
- Änderungen der Zusammensetzung oder Rezeptur (z. B. Bleifreiheit bei elektronischen Bauelementen)
- Abkündigung von Produkten unter Verweis auf ein Nachfolgeprodukt
- Einstellung von Produkten

Eine PCN, die vor einer anstehenden Änderung dem Kunden zugestellt wird, kann diesem die Möglichkeit der entsprechenden Reaktion geben. In vielen Fällen wird der Kunde die Änderungen in seinen Produkten über das Änderungsmanagement einfließen lassen (müssen). Andere Alternativen sind z. B. der Widerspruch zur Änderung oder das Anlegen eines Vorrats, der den restlichen Gesamtbedarf abdeckt.